# Trzebinia
Trzebinia ist eine Stadt in Polen im Powiat Chrzanowski der Woiwodschaft Kleinpolen, 36 km westlich von Krakau gelegen. Sie ist Sitz der gleichnamigen Stadt-und-Land-Gemeinde mit etwas mehr als 34.000 Einwohnern.
Primo Levi erwähnt die Stadt in seinem autobiographischen Buch „Die Atempause“, nachdem er Auschwitz nach der Befreiung verlassen hatte, auf dem Rückweg nach Italien.

## Geographie
Die Stadt liegt an der Grenze des Krakau-Tschenstochauer Jura im Osten und des Schlesischen Hochlands im Westen. Die Nachbarorte sind die Stadt Chrzanów im Südwesten, Luszowice und die Stadt Jaworzno im Westen, die Stadt Bukowno im Norden, Czyżówka, Myślachowice und Młoszowa im Osten, sowie Piła Kościelecka im Süden.

## Geschichte

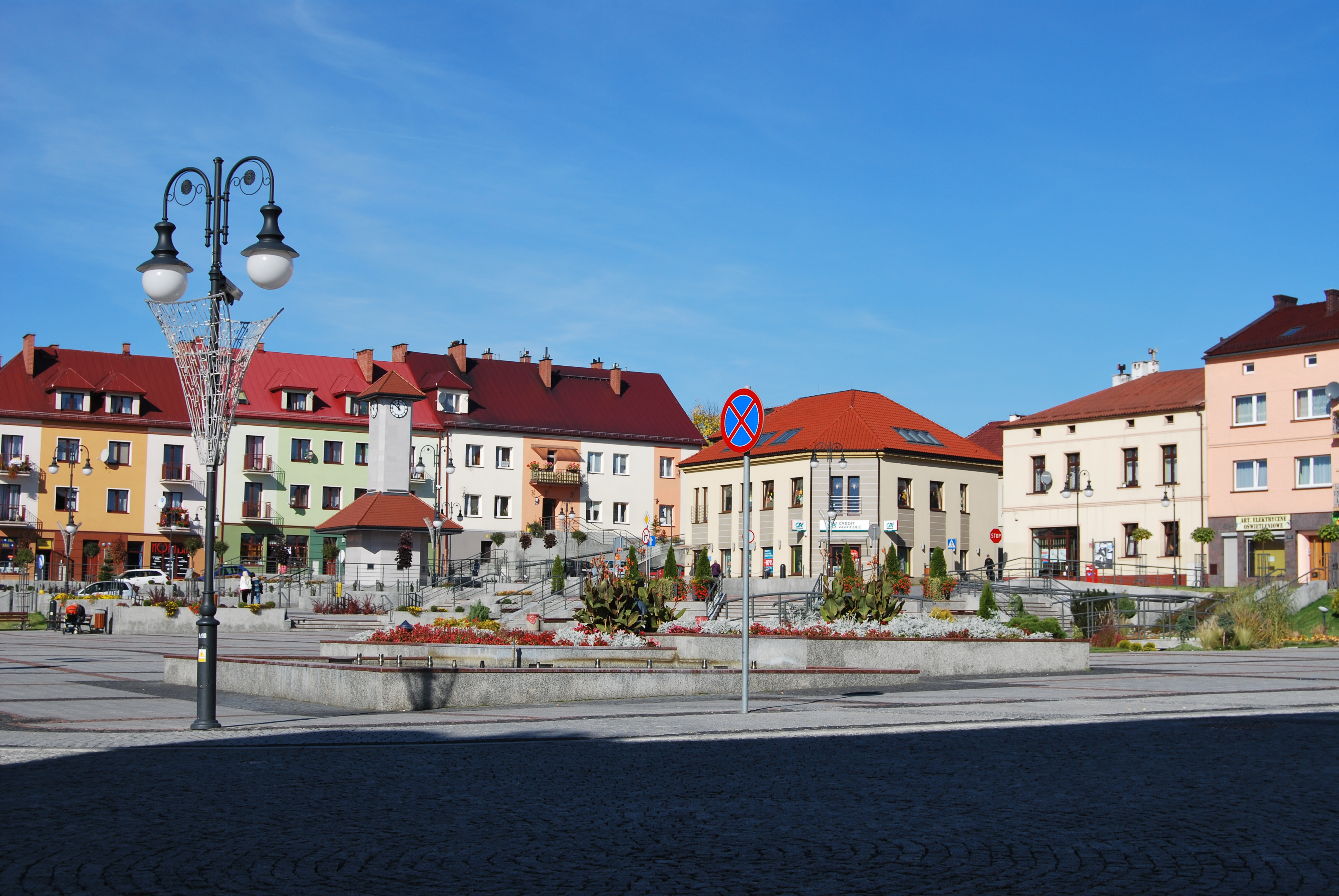
Marktplatz

Trzebinia wurde 1326 erstmals urkundlich als die Pfarrei Trebina im Peterspfennigregister im Dekanat Auschwitz des Bistums Krakau erwähnt. Der Name bezeichnet einen Ort, der nach der Rodung in einem Wald entstand, kann aber ein besitzanzeigender Name vom Personennamen Trzeba abgeleitet sein.
Ab 1415 unterstand der Ort Mikołaj (Nikolaus) Kezinger aus Krakau, der vom König Władysław II. Jagiełło das Bergbau- und Magdeburger Recht für Trzebinia erhielt. 
Der Ort gehörte zunächst zum Königreich Polen (ab 1569 in der Adelsrepublik Polen-Litauen) und war organisatorisch der Woiwodschaft Krakau und Kreis Proszowice (später Kreis Kraków) zugeteilt.
Bei der dritten Teilung Polens wurde Trzebinia 1795 Teil des habsburgischen Kaiserreichs. 
In den Jahren 1815–1846 gehörte die Stadt zur Republik Krakau. 
1846 wurde Trzebinia als Teil des Großherzogtums Krakau wieder in die Länder des Kaisertums Österreich integriert. Ab dem Jahr 1855 gehörte Trzebinia zum Bezirk Chrzanów. Damals entwickelte sich dort die Industrialisierung, die als Zagłębie Krakowskie (= Krakauer Bergbaurevier, vergleiche auch Zagłębie Dąbrowskie in Kongresspolen) zusammengefasst wurde. Viele Juden siedelten sich in Trzebinia an und machten 1870 die Mehrheit der Stadtbewohner aus.
1918, nach dem Ende des Ersten Weltkriegs und dem Zusammenbruch der k.u.k. Monarchie, wurde Trzebinia Teil Polens. 
Unterbrochen wurde diese Zugehörigkeit durch die deutsche Besetzung Polens im Zweiten Weltkrieg. Trzebinia gehörte in dieser Zeit völkerrechtswidrig zum Landkreis Krenau im Regierungsbezirk Kattowitz in der Provinz Schlesien (seit 1941 Provinz Oberschlesien). Zur Zeit der deutschen Besetzung Polens unterhielt die SS hier das Arbeitslager Trzebinia, ein Außenlager des KZ Auschwitz. 
Von 1975 bis 1998 gehörte Trzebinia zur Woiwodschaft Katowice.
In Trzebinia senkte sich in neuerer Zeit die Erde in einer Weise, dass sich Löcher auftaten, die auf die intensive Unterminierung der Gegend durch Bergbau zurückzuführen sind. Insbesondere auf dem Friedhof verschlang ein solcher Einbruch eine Vielzahl von Gräbern. Die Frage der Verantwortung für diese Vorgänge und insbesondere die versicherungsrechtlichen Verhältnisse und Zuständigkeiten sind nicht geklärt.  

## Gemeinde
Zur Stadt-und-Land-Gemeinde (gmina miejsko-wiejska) gehören neben der Stadt Trzebinia zehn Dörfer mit Schulzenämtern.

## Wappen
Beschreibung: In Blau pfahlweis ein gespaltenes und geteiltes rot-goldenes eingekerbtes schmales Tatzenkreuz über einen liegenden rot-gold geteilten Halbmond und einem in diesen Tinkturen facettierten sechszackigen Stern.

## Persönlichkeiten
- Antonina Hoffmann (1842–1897), Schauspielerin
- Boruch Szlezinger (1923–2015), Holocaustüberlebender
- Jan Fryderyk Dobrowolski (* 1944), Pianist und Komponist
- Wiktoria Zieniewicz (* 2002), Fußballspielerin